# Judo na Letnich Igrzyskach Olimpijskich 2020 – zawody drużynowe
Rywalizacja w zawodach drużynowych w judo podczas Letnich Igrzysk Olimpijskich 2020 została rozegrana w dniu 31 lipca 2021 roku na obiekcie Nippon Budōkan. Był to debiut tej konkurencji na igrzyskach olimpijskich.
Wystartowało 12 reprezentacji.

## Terminarz
Wszystkie godziny podane są w czasie tokijskim (UTC+09:00).
| Data          | Godzina rozpoczęcia |                  |
| ------------- | ------------------- | ---------------- |
| 31 lipca 2021 | 11:00               | Cała konkurencja |

## Format zawodów
Każda z drużyn składa się z 6 zawodników (3 kobiety i 3 mężczyzn) i 6 zawodników rezerwowych (3 kobiety i 3 mężczyzn). Minimalna liczba zawodników jaką może liczyć drużyna wynosi 4 (w 4 różnych kategoriach wagowych). Każdy z zawodników ma prawo do rywalizacji w swojej kategorii wagowej lub w kategorii wagowej o jedną wyższą.Rywalizacja odbywa się w następujących kategoriach wagowych do 57 kg, do 73 kg, do 70 kg, do 90 kg, powyżej 70 kg, powyżej 90 kg. W trakcie losowania zawodów ustala się również startową kategorię wagową od które rozpocznie się pierwsza runda. Kolejne rundy rozpoczynają się od następnej kategorii wagowej.
W każdej kategorii wagowej może wystąpić tylko jeden zawodnik. Podczas jednego meczu zawodnik nie może walczyć w dwóch kategoriach wagowych.
W przypadku gdy zespół nie posiada zawodnika w danej kategorii wagowej punkty w danym meczu są przyznawane przeciwnej drużynie. Mecz toczy się do osiągnięcia 4 zwycięstw przez którąś z drużyn (do 3 w przypadku gdy w obu drużynach nie zgłoszono zawodnika w tej samej kategorii wagowej).
Wszyscy zawodnicy, którzy zostali zgłoszeni do meczu, muszą przystąpić do walki, dopóki któraś drużyna nie osiągnie 4 zwycięstw.

## Składy

### Mężczyźni
| Narodowość                  | do 60 kg                  | do 66 kg                | do 73 kg                  | do 81 kg              | do 90 kg              | do 100 kg                    | powyżej 100 kg           |
| --------------------------- | ------------------------- | ----------------------- | ------------------------- | --------------------- | --------------------- | ---------------------------- | ------------------------ |
| Japonia                     | Naohisa Takatō            | Hifumi Abe              | Shōhei Ōno                | Takanori Nagase       | Shoichiro Mukai       | Aaron Wolf                   | Hisayoshi Harasawa       |
| Brazylia                    | Eric Takabatake           | Daniel Cargnin          | Eduardo Barbosa           | Eduardo Yudy Santos   | Rafael Macedo         | Rafael Buzacarini            | Rafael Silva             |
| Francja                     | Luka Mkheidze             | Kilian Le Blouch        | Guillaume Chaine          | –                     | Axel Clerget          | Alexandre Iddir              | Teddy Riner              |
| Holandia                    | Tornike Tsjakadoea        | –                       | –                         | Frank de Wit          | Noël van ’t End       | Michael Korrel               | Henk Grol                |
| Izrael                      | –                         | Baruch Shmailov         | Tohar Butbul              | Sagi Muki             | Li Kochman            | Peter Paltchik               | Or Sasson                |
| Korea Południowa            | Kim Won-jin               | An Ba-ul                | An Chang-rim              | Lee Sung-ho           | Gwak Dong-han         | Cho Gu-ham                   | Kim Min-jong             |
| Mongolia                    | Daszdawaagijn Amartüwszin | Yondonperenlein Baskhüü | Tsend-Ochiryn Tsogtbaatar | Saeid Mollaei         | Gantulgyn Altanbagana | Lkhagvasürengiin Otgonbaatar | Ölziibayaryn Düürenbayar |
| Niemcy                      | Moritz Plafky             | Sebastian Seidl         | Igor Wandtke              | Dominic Ressel        | Eduard Trippel        | Karl-Richard Frey            | Johannes Frey            |
| Reprezentacja Uchodźców     | –                         | –                       | Ahmad Alikaj              | –                     | Popole Misenga        | –                            | Javad Mahjoub            |
| Rosyjski Komitet Olimpijski | Robert Mszwidobadze       | Jakub Szamiłow          | Musa Moguszkow            | Ałan Chubiecow        | Michaił Igolnikow     | Nijaz Iljasow                | Tamierłan Baszajew       |
| Uzbekistan                  | Sharafuddin Lutfillaev    | Sardor Nurillaev        | Khikmatillokh Turaev      | Sharofiddin Boltaboev | Davlat Bobonov        | Mukhammadkarim Khurramov     | Bekmurod Oltiboev        |
| Włochy                      | –                         | Manuel Lombardo         | Fabio Basile              | Christian Parlati     | Nicholas Mungai       | –                            | –                        |

### Kobiety
| Narodowość                  | do 48 kg             | do 52 kg                    | do 57 kg              | do 63 kg            | do 70 kg             | do 78 kg             | powyżej 78 kg         |
| --------------------------- | -------------------- | --------------------------- | --------------------- | ------------------- | -------------------- | -------------------- | --------------------- |
| Japonia                     | Funa Tonaki          | Uta Abe                     | Tsukasa Yoshida       | Miku Tashiro        | Chizuru Arai         | Shori Hamada         | Akira Sone            |
| Brazylia                    | Gabriela Chibana     | Larissa Pimenta             | –                     | Ketleyn Quadros     | Maria Portela        | Mayra Aguiar         | Maria Suelen Altheman |
| Francja                     | Shirine Boukli       | Amandine Buchard            | Sarah-Léonie Cysique  | Clarisse Agbegnenou | Margaux Pinot        | Madeleine Malonga    | Romane Dicko          |
| Holandia                    | –                    | –                           | Sanne Verhagen        | Juul Franssen       | Sanne van Dijke      | Guusje Steenhuis     | Tessie Savelkouls     |
| Izrael                      | Shira Rishony        | Gili Cohen                  | Timna Nelson-Levy     | Gili Sharir         | –                    | Inbar Lanir          | Raz Hershko           |
| Korea Południowa            | Kang Yu-jeong        | Park Da-sol                 | Kim Ji-su             | Han Hee-ju          | Kim Seong-yeon       | Yoon Hyun-ji         | Han Mi-jin            |
| Mongolia                    | Mönchbatyn Uranceceg | Lkhagvasürengiin Sosorbaram | Dordżsürengijn Sumjaa | Boldyn Gankhaich    | –                    | Munkhtsetseg Otgony  | –                     |
| Niemcy                      | Katharina Menz       | –                           | Theresa Stoll         | Martyna Trajdos     | Giovanna Scoccimarro | Anna-Maria Wagner    | Jasmin Grabowski      |
| Reprezentacja Uchodźców     | –                    | –                           | Sanda Aldass          | Muna Dahouk         | Nigara Shaheen       | –                    | –                     |
| Rosyjski Komitet Olimpijski | Irina Dołgowa        | Natalja Kuziutina           | Darja Mieżeckaja      | Darja Dawydowa      | Madina Tajmazowa     | Aleksandra Babincewa | –                     |
| Uzbekistan                  | –                    | Diyora Keldiyorova          | –                     | Farangiz Khojieva   | Gulnoza Matniyazova  | –                    | –                     |
| Włochy                      | Francesca Milani     | Odette Giuffrida            | –                     | Maria Centracchio   | Alice Bellandi       | –                    | –                     |

## Wyniki

### Grupa A
|  | Pierwsza runda          | Pierwsza runda          | Pierwsza runda |  |  | Ćwierćfinał                 | Ćwierćfinał                 | Ćwierćfinał                 |   |         | Półfinał | Półfinał | Półfinał |
|  |                         |                         |                |  |  |                             |                             |                             |   |         |          |          |          |
|  |                         |                         |                |  |  |                             |                             |                             |   |         |          |          |          |
|  |                         |                         |                |  |  | Japonia                     | Japonia                     | 4                           |   |         |          |          |          |
|  | Niemcy                  | Niemcy                  | 4              |  |  | Niemcy                      | Niemcy                      | 2                           |   |         |          |          |          |
|  | Reprezentacja Uchodźców | Reprezentacja Uchodźców | 0              |  |  |                             |                             |                             |   | Japonia | Japonia  | 4        |          |
|  |                         |                         |                |  |  |                             | Rosyjski Komitet Olimpijski | Rosyjski Komitet Olimpijski | 0 |         |          |          |          |
|  |                         |                         |                |  |  | Rosyjski Komitet Olimpijski | Rosyjski Komitet Olimpijski | 4                           |   |         |          |          |          |
|  | Mongolia                | Mongolia                | 4              |  |  | Mongolia                    | Mongolia                    | 2                           |   |         |          |          |          |
|  | Korea Południowa        | Korea Południowa        | 1              |  |  |                             |                             |                             |   |         |          |          |          |
|  |                         |                         |                |  |  |                             |                             |                             |   |         |          |          |          |
|  |                         |                         |                |  |  |                             |                             |                             |   |         |          |          |          |

### Grupa B
|  | Pierwsza runda | Pierwsza runda | Pierwsza runda |  |  | Ćwierćfinał | Ćwierćfinał | Ćwierćfinał |   |         | Półfinał | Półfinał | Półfinał |
|  |                |                |                |  |  |             |             |             |   |         |          |          |          |
|  |                |                |                |  |  |             |             |             |   |         |          |          |          |
|  |                |                |                |  |  | Francja     | Francja     | 4           |   |         |          |          |          |
|  | Włochy         | Włochy         | 3              |  |  | Izrael      | Izrael      | 3           |   |         |          |          |          |
|  | Izrael         | Izrael         | 4              |  |  |             |             |             |   | Francja | Francja  | 4        |          |
|  |                |                |                |  |  |             | Holandia    | Holandia    | 0 |         |          |          |          |
|  |                |                |                |  |  | Brazylia    | Brazylia    | 2           |   |         |          |          |          |
|  | Holandia       | Holandia       | 4              |  |  | Holandia    | Holandia    | 4           |   |         |          |          |          |
|  | Uzbekistan     | Uzbekistan     | 3              |  |  |             |             |             |   |         |          |          |          |
|  |                |                |                |  |  |             |             |             |   |         |          |          |          |
|  |                |                |                |  |  |             |             |             |   |         |          |          |          |

### Finał
|  |         |         |   |
|  | Finał   |         |   |
|  |         |         |   |
|  |         |         |   |
|  |         |         |   |
|  | Japonia | Japonia | 1 |
|  | Japonia | Japonia | 1 |
|  | Francja | Francja | 4 |
|  | Francja | Francja | 4 |
|  |         |         |   |

### Repasaże
|  |          |          |         |        |        |                           |                           |                           |
|  | Runda 1  | Runda 1  | Runda 1 |        |        | Pojedynek o brązowy medal | Pojedynek o brązowy medal | Pojedynek o brązowy medal |
|  | Runda 1  | Runda 1  | Runda 1 |        |        | Pojedynek o brązowy medal | Pojedynek o brązowy medal | Pojedynek o brązowy medal |
|  |          |          |         |        |        |                           |                           |                           |
|  |          |          |         |        |        |                           |                           |                           |
|  |          |          |         | Niemcy | Niemcy | 4                         |                           |                           |
|  |          |          |         | Niemcy | Niemcy | 4                         |                           |                           |
|  | Niemcy   | Niemcy   | 4       |        |        | Holandia                  | Holandia                  | 2                         |
|  | Niemcy   | Niemcy   | 4       |        |        | Holandia                  | Holandia                  | 2                         |
|  | Mongolia | Mongolia | 2       |        |        |                           |                           |                           |
|  | Mongolia | Mongolia | 2       |        |        |                           |                           |                           |

|  |          |          |         |        |        |                             |                             |                           |
|  | Runda 1  | Runda 1  | Runda 1 |        |        | Pojedynek o brązowy medal   | Pojedynek o brązowy medal   | Pojedynek o brązowy medal |
|  | Runda 1  | Runda 1  | Runda 1 |        |        | Pojedynek o brązowy medal   | Pojedynek o brązowy medal   | Pojedynek o brązowy medal |
|  |          |          |         |        |        |                             |                             |                           |
|  |          |          |         |        |        |                             |                             |                           |
|  |          |          |         | Izrael | Izrael | 4                           |                             |                           |
|  |          |          |         | Izrael | Izrael | 4                           |                             |                           |
|  | Izrael   | Izrael   | 4       |        |        | Rosyjski Komitet Olimpijski | Rosyjski Komitet Olimpijski | 1                         |
|  | Izrael   | Izrael   | 4       |        |        | Rosyjski Komitet Olimpijski | Rosyjski Komitet Olimpijski | 1                         |
|  | Brazylia | Brazylia | 2       |        |        |                             |                             |                           |
|  | Brazylia | Brazylia | 2       |        |        |                             |                             |                           |

## Mecze

### Pierwsza runda
Niemcy vs Reprezentacja Uchodźców
| Waga                     | Niemcy           | Rezultat | Reprezentacja Uchodźców | Wynik meczu |
| ------------------------ | ---------------- | -------- | ----------------------- | ----------- |
| Mężczyźni powyżej +90 kg | Johannes Frey    | 10- 00   | Javad Mahjoub           | 1 – 0       |
| Kobiety do 57 kg         | Theresa Stoll    | 10- 00   | Sanda Aldass            | 2 – 0       |
| Mężczyźni do 73 kg       | Igor Wandtke     | 10- 00   | Ahmad Alikaj            | 3 – 0       |
| Kobiety do 70 kg         | Martyna Trajdos  | 10- 00   | Muna Dahouk             | 4 – 0       |
| Mężczyźni do 90 kg       | Dominic Ressel   | –        | Popole Misenga          | –           |
| Kobiety powyżej 70 kg    | Jasmin Grabowski | –        | Nigara Shaheen          | –           |

Włochy vs Izrael
| Waga                     | Włochy            | Rezultat | Izrael            | Wynik meczu |
| ------------------------ | ----------------- | -------- | ----------------- | ----------- |
| Mężczyźni powyżej +90 kg | Nicholas Mungai   | 00 – 10  | Peter Paltchik    | 0 – 1       |
| Kobiety do 57 kg         | Odette Giuffrida  | 01 – 00  | Timna Nelson-Levy | 1 – 1       |
| Mężczyźni do 73 kg       | Fabio Basile      | 01 – 00  | Tohar Butbul      | 2 – 1       |
| Kobiety do 70 kg         | Maria Centracchio | 00 – 10  | Gili Sharir       | 2 – 2       |
| Mężczyźni do 90 kg       | Christian Parlati | 11 – 01  | Li Kochman        | 3 – 2       |
| Kobiety powyżej 70 kg    | Alice Bellandi    | 00 – 01  | Raz Hershko       | 3 – 3       |
| Kobiety do 70 kg         | Maria Centracchio | 00 – 10  | Gili Sharir       | 3 – 4       |

Mongolia vs Korea Południowa
| Waga                     | Mongolia                  | Rezultat | Korea Południowa | Wynik meczu |
| ------------------------ | ------------------------- | -------- | ---------------- | ----------- |
| Mężczyźni powyżej +90 kg | Ölziibayaryn Düürenbayar  | 00 – 10  | Kim Min-jong     | 0 – 1       |
| Kobiety do 57 kg         | Dordżsürengijn Sumjaa     | 01 – 00  | Kim Ji-su        | 1 – 1       |
| Mężczyźni do 73 kg       | Tsend-Ochiryn Tsogtbaatar | 10 – 00  | An Chang-rim     | 2 – 1       |
| Kobiety do 70 kg         | Boldyn Gankhaich          | 01 – 00  | Kim Seong-yeon   | 3 – 1       |
| Mężczyźni do 90 kg       | Gantulgyn Altanbagana     | 10 – 00  | Gwak Dong-han    | 4 – 1       |
| Kobiety powyżej 70 kg    | Munkhtsetseg Otgony       | –        | Han Mi-jin       | –           |

Holandia vs Uzbekistan
| Waga                     | Holandia           | Rezultat | Uzbekistan           | Wynik meczu |
| ------------------------ | ------------------ | -------- | -------------------- | ----------- |
| Mężczyźni powyżej +90 kg | Henk Grol          | 00 – 10  | Bekmurod Oltiboev    | 0 – 1       |
| Kobiety do 57 kg         | Sanne Verhagen     | 10 – 00  | Diyora Keldiyorova   | 1 – 1       |
| Mężczyźni do 73 kg       | Tornike Tsjakadoea | 00 – 10  | Khikmatillokh Turaev | 1 – 2       |
| Kobiety do 70 kg         | Sanne van Dijke    | 00 – 10  | Gulnoza Matniyazova  | 1 – 3       |
| Mężczyźni do 90 kg       | Noël van ’t End    | 10 – 00  | Davlat Bobonov       | 2 – 3       |
| Kobiety powyżej 70 kg    | Guusje Steenhuis   | 10 – 00  | Farangiz Khojieva    | 3 – 3       |
| Mężczyźni powyżej 90 kg  | Henk Grol          | 10 – 00  | Bekmurod Oltiboev    | 4 – 3       |

### Ćwierćfinały
Japonia vs Niemcy
| Waga                     | Japonia         | Rezultat | Niemcy               | Wynik meczu |
| ------------------------ | --------------- | -------- | -------------------- | ----------- |
| Kobiety do 57 kg         | Uta Abe         | 00 – 10  | Theresa Stoll        | 0 – 1       |
| Mężczyźni do 73 kg       | Shōhei Ōno      | 00 – 01  | Igor Wandtke         | 0 – 2       |
| Kobiety do 70 kg         | Chizuru Arai    | 10 – 00  | Giovanna Scoccimarro | 1 – 2       |
| Mężczyźni do 90 kg       | Shoichiro Mukai | 01 – 00  | Eduard Trippel       | 2 – 2       |
| Kobiety powyżej 70 kg    | Akira Sone      | 10 – 00  | Jasmin Grabowski     | 3 – 2       |
| Mężczyźni powyżej +90 kg | Aaron Wolf      | 01 – 00  | Johannes Frey        | 4 – 2       |

Francja vs Izrael
| Waga                     | Francja              | Rezultat | Izrael            | Wynik meczu |
| ------------------------ | -------------------- | -------- | ----------------- | ----------- |
| Kobiety do 57 kg         | Sarah-Léonie Cysique | 01 – 11  | Timna Nelson-Levy | 0 – 1       |
| Mężczyźni do 73 kg       | Guillaume Chaine     | 01 – 00  | Tohar Butbul      | 1 – 1       |
| Kobiety do 70 kg         | Margaux Pinot        | 00 – 01  | Gili Sharir       | 1 – 2       |
| Mężczyźni do 90 kg       | Axel Clerget         | 00 – 10  | Li Kochman        | 1 – 3       |
| Kobiety powyżej 70 kg    | Romane Dicko         | 10 – 00  | Raz Hershko       | 2 – 3       |
| Mężczyźni powyżej +90 kg | Teddy Riner          | 10 – 00  | Or Sasson         | 3 – 3       |
| Kobiety do 70 kg         | Margaux Pinot        | 10 – 00  | Gili Sharir       | 4 – 3       |

Rosyjski Komitet Olimpijski vs Mongolia
| Waga                     | Rosyjski Komitet Olimpijski | Rezultat | Mongolia                  | Wynik meczu |
| ------------------------ | --------------------------- | -------- | ------------------------- | ----------- |
| Kobiety do 57 kg         | Darja Mieżeckaja            | 01 – 00  | Dordżsürengijn Sumjaa     | 1 – 0       |
| Mężczyźni do 73 kg       | Musa Moguszkow              | 00 – 01  | Tsend-Ochiryn Tsogtbaatar | 1 – 1       |
| Kobiety do 70 kg         | Madina Tajmazowa            | 10 – 00  | Boldyn Gankhaich          | 2 – 1       |
| Mężczyźni do 90 kg       | Michaił Igolnikow           | 01 – 10  | Saeid Mollaei             | 2 – 2       |
| Kobiety powyżej 70 kg    | Aleksandra Babincewa        | 10 – 00  | Munkhtsetseg Otgon        | 3 – 2       |
| Mężczyźni powyżej +90 kg | Tamierłan Baszajew          | 01 – 00  | Ölziibayaryn Düürenbayar  | 4 – 2       |

Brazylia vs Holandia
| Waga                     | Brazylia        | Rezultat | Holandia           | Wynik meczu |
| ------------------------ | --------------- | -------- | ------------------ | ----------- |
| Kobiety do 57 kg         | Larissa Pimenta | 00 – 10  | Sanne Verhagen     | 0 – 1       |
| Mężczyźni do 73 kg       | Daniel Cargnin  | 01 – 00  | Tornike Tsjakadoea | 1 – 1       |
| Kobiety do 70 kg         | Maria Portela   | 00 – 10  | Sanne van Dijke    | 1 – 2       |
| Mężczyźni do 90 kg       | Rafael Macedo   | 00 – 01  | Noël van ’t End    | 1 – 3       |
| Kobiety powyżej 70 kg    | Mayra Aguiar    | 10 – 00  | Guusje Steenhuis   | 2 – 3       |
| Mężczyźni powyżej +90 kg | Rafael Silva    | 00 – 10  | Henk Grol          | 2 – 4       |

### Repasaże
Niemcy vs Mongolia
| Waga                     | Niemcy               | Rezultat | Mongolia                  | Wynik meczu |
| ------------------------ | -------------------- | -------- | ------------------------- | ----------- |
| Mężczyźni do 73 kg       | Igor Wandtke         | 00 – 01  | Tsend-Ochiryn Tsogtbaatar | 0 – 1       |
| Kobiety do 70 kg         | Giovanna Scoccimarro | 10 – 00  | Boldyn Gankhaich          | 1 – 1       |
| Mężczyźni do 90 kg       | Eduard Trippel       | 00 – 01  | Saeid Mollaei             | 1 – 2       |
| Kobiety powyżej 70 kg    | Jasmin Grabowski     | 10 – 00  | Munkhtsetseg Otgony       | 2 – 2       |
| Mężczyźni powyżej +90 kg | Johannes Frey        | 10 – 00  | Ölziibayaryn Düürenbayar  | 3 – 2       |
| Kobiety do 57 kg         | Theresa Stoll        | 10 – 00  | Dordżsürengijn Sumjaa     | 4 – 2       |

Izrael vs Brazylia
| Waga                     | Izrael            | Rezultat | Brazylia            | Wynik meczu |
| ------------------------ | ----------------- | -------- | ------------------- | ----------- |
| Mężczyźni do 73 kg       | Tohar Butbul      | 10 – 00  | Eduardo Barbosa     | 1 – 0       |
| Kobiety do 70 kg         | Gili Sharir       | 00 – 10  | Maria Portela       | 1 – 1       |
| Mężczyźni do 90 kg       | Li Kochman        | 10 – 00  | Eduardo Yudy Santos | 2 – 1       |
| Kobiety powyżej 70 kg    | Raz Hershko       | 00 – 10  | Mayra Aguiar        | 2 – 2       |
| Mężczyźni powyżej +90 kg | Peter Paltchik    | 10 – 00  | Rafael Buzacarini   | 3 – 2       |
| Kobiety do 57 kg         | Timna Nelson-Levy | 10 – 00  | Larissa Pimenta     | 4 – 2       |

### Półfinały
Japonia vs Rosyjski Komitet Olimpijski
| Waga                     | Japonia         | Rezultat | Rosyjski Komitet Olimpijski | Wynik meczu |
| ------------------------ | --------------- | -------- | --------------------------- | ----------- |
| Mężczyźni do 73 kg       | Shōhei Ōno      | 10 – 00  | Musa Moguszkow              | 1 – 0       |
| Kobiety do 70 kg         | Chizuru Arai    | 10 – 00  | Madina Tajmazowa            | 2 – 0       |
| Mężczyźni do 90 kg       | Shoichiro Mukai | 10 – 00  | Michaił Igolnikow           | 3 – 0       |
| Kobiety powyżej 70 kg    | Akira Sone      | 10 – 00  | Aleksandra Babincewa        | 4 – 0       |
| Mężczyźni powyżej +90 kg | Aaron Wolf      | –        | Tamierłan Baszajew          | –           |
| Kobiety do 57 kg         | Tsukasa Yoshida | –        | Darja Mieżeckaja            | –           |

Francja vs Holandia
| Waga                     | Francja              | Rezultat | Holandia           | Wynik meczu |
| ------------------------ | -------------------- | -------- | ------------------ | ----------- |
| Mężczyźni do 73 kg       | Guillaume Chaine     | 10 – 00  | Tornike Tsjakadoea | 1 – 0       |
| Kobiety do 70 kg         | Clarisse Agbegnenou  | 01 – 00  | Sanne van Dijke    | 2 – 0       |
| Mężczyźni do 90 kg       | Axel Clerget         | 01 – 00  | Noël van ’t End    | 3 – 0       |
| Kobiety powyżej 70 kg    | Romane Dicko         | 01 – 00  | Guusje Steenhuis   | 4 – 0       |
| Mężczyźni powyżej +90 kg | Teddy Riner          | –        | Michael Korrel     | –           |
| Kobiety do 57 kg         | Sarah-Léonie Cysique | –        | Sanne Verhagen     | –           |

### Mecz o brązowy medal
Niemcy vs Holandia
| Waga                     | Niemcy               | Rezultat | Holandia           | Wynik meczu |
| ------------------------ | -------------------- | -------- | ------------------ | ----------- |
| Kobiety do 70 kg         | Giovanna Scoccimarro | 00 – 10  | Sanne van Dijke    | 0 – 1       |
| Mężczyźni do 90 kg       | Dominic Ressel       | 10 – 00  | Noël van ’t End    | 1 – 1       |
| Kobiety powyżej 70 kg    | Anna-Maria Wagner    | 01 – 00  | Guusje Steenhuis   | 2 – 1       |
| Mężczyźni powyżej +90 kg | Karl-Richard Frey    | 00 – 10  | Henk Grol          | 2 – 2       |
| Kobiety do 57 kg         | Theresa Stoll        | 10 – 01  | Sanne Verhagen     | 3 – 2       |
| Mężczyźni do 73 kg       | Sebastian Seidl      | 10 – 00  | Tornike Tsjakadoea | 4 – 2       |

Izrael vs Rosyjski Komitet Olimpijski
| Waga                     | Izrael            | Rezultat | Rosyjski Komitet Olimpijski | Wynik meczu |
| ------------------------ | ----------------- | -------- | --------------------------- | ----------- |
| Kobiety do 70 kg         | Gili Sharir       | 00 – 01  | Madina Tajmazowa            | 0 – 1       |
| Mężczyźni do 90 kg       | Sagi Muki         | 10 – 00  | Michaił Igolnikow           | 1 – 1       |
| Kobiety powyżej 70 kg    | Raz Hershko       | 10 – 00  | Aleksandra Babincewa        | 2 – 1       |
| Mężczyźni powyżej +90 kg | Peter Paltchik    | 01 – 00  | Tamierłan Baszajew          | 3 – 1       |
| Kobiety do 57 kg         | Timna Nelson-Levy | 10 – 01  | Darja Mieżeckaja            | 4 – 1       |
| Mężczyźni do 73 kg       | Tohar Butbul      | –        | Musa Moguszkow              | –           |

### Finał
Japonia vs Francja
| Waga                     | Japonia         | Rezultat | Francja              | Wynik meczu |
| ------------------------ | --------------- | -------- | -------------------- | ----------- |
| Kobiety do 70 kg         | Chizuru Arai    | 00 – 10  | Clarisse Agbegnenou  | 0 – 1       |
| Mężczyźni do 90 kg       | Shoichiro Mukai | 00 – 10  | Axel Clerget         | 0 – 2       |
| Kobiety powyżej 70 kg    | Akira Sone      | 10 – 00  | Romane Dicko         | 1 – 2       |
| Mężczyźni powyżej +90 kg | Aaron Wolf      | 00 – 01  | Teddy Riner          | 1 – 3       |
| Kobiety do 57 kg         | Tsukasa Yoshida | 00 – 01  | Sarah-Léonie Cysique | 1 – 4       |
| Mężczyźni do 73 kg       | Shōhei Ōno      | –        | Guillaume Chaine     | –           |